# Calycidoris guntheri
Calycidoris guntheri Abraham, 1876 è un mollusco nudibranchio della famiglia Calycidorididae. È l'unica specie nota del genere Calycidoris.